# Plumgau

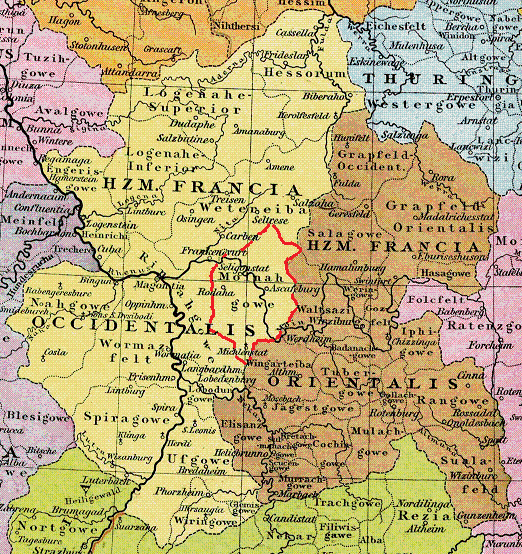
Der Plumgau befand sich im Osten des hier eingezeichneten Maingaues (um 1000)

Der Plumgau, in mittelalterlichen Quellen auch als Pflaumgau oder Blumgau bezeichnet, war ein Untergau des Maingaues im alten Frankenreich. Er befand sich im südlichen Spessart etwa in der Gegend des heutigen Mainfranken.
Weitere Untergaue des Maingaues waren der Bachgau, der Rodgau und der Kinziggau.